# Tifo esantematico
Il tifo esantematico (conosciuto anche con i nomi di tifo epidemico, tifo petecchiale, dermotifo, tifo dei pidocchi e tifo europeo) è una rara zoonosi causata dal batterio Rickettsia prowazekii, trasmesso all'uomo dalla puntura di alcune specie di pidocchi e di pulci.

## Epidemiologia
La malattia è diffusa in America Meridionale e in America Centrale, Africa e negli Stati Uniti.
I pidocchi responsabili muoiono entro 2-3 settimane terminato il pasto ematico per cui non si verifica la trasmissione transovarica.
Le persone più soggette al contagio sono coloro che vivono in scarse condizioni igieniche che favoriscono la diffusione dei pidocchi, come i senzatetto oppure negli sfollati in seguito a catastrofi naturali o ancora nei soldati.

## Eziopatogenesi
L'agente patogeno della malattia è Rickettsia prowazekii, batterio intracellulare obbligato, di piccole dimensioni, Gram negativo e aerobio. La malattia viene trasmessa all'uomo dalla puntura di pidocchi (Pediculus humanus corporis) e pulci infette. A differenza di altre patologie trasmesse da pulci e pidocchi dove l'uomo è un ospite occasionale, in questo caso è il serbatoio principale. Altri serbatoi rilevanti sono gli scoiattoli volanti i cui pidocchi non infestano l'uomo a differenza delle pulci.
Alla puntura di pulci o pidocchi infetti segue un'incubazione di 2-30 giorni (mediamente 8 giorni) cui seguono febbre alta, cefalea grave, congiuntivite, mialgie, artralgie, malessere generale.
Penetrata nella circolazione sanguigna, R. prowazekii sfrutta le proteine di membrana per aderire alle cellule endoteliali dalle quali viene endocitata. Dopo essere stata liberata dall'endotelio viene fagocitata dai macrofagi all'interno di fagolisosomi. Questo batterio è in grado di lisare questi organelli e riprodursi nel citoplasma e nel nucleo cellulare della cellula infetta; in seguito possono penetrare nelle cellule adiacenti grazie ai filopodi.
Il risultato è un danno endoteliale che determina sia l'esantema tipico della patologia che l'efflusso di plasma nello spazio extravascolare che può causare ipovolemia ed insufficienza d'organo.
In questa rickettsiosi è particolarmente spiccata l'endotelite proliferativa obliterante alle arteriole pre-capillari che con formazione di trombi e lesioni ischemiche a carico degli organi colpiti.
Nel 20-80% dei casi compare un esantema maculare ai fianchi che si estende in direzione centrifuga e che risparmia il capo; in seguito le macule si trasformano in un quadro purpurico.
L'immunità cellulo-mediata è essenziale per contenere l'infezione, mentre l'immunità umorale ha un ruolo secondario dal momento che il batterio è un intracellulare obbligato.
Il decorso della patologia è molto prolungato, con la febbre che si risolve entro 2-3 settimane ma la sintomatologia può perdurare anche per 3 mesi. Possono insorgere complicanze quali polmonite e segni e sintomi neurologici come confusione, stupor e coma.

## Clinica

### Diagnostica
La diagnosi si effettua solitamente mediante immunofluorescenza indiretta volta a rilevare anticorpi diretti contro il lipopolisaccaride e altri antigeni specifici di membrana.

## Trattamento
Il trattamento d'elezione è la doxiciclina.
È disponibile un vaccino utilizzato nelle popolazioni ad alto rischio.

## Prognosi
Se non trattata porta al decesso in almeno il 25-30% dei casi.
Il tifo esantematico può recidivare a distanza di anni (malattia di Brill-Zinsser): questa forma presenta una sintomatologia più lieve e non è comune la ricomparsa dell'esantema.

## Prevenzione
La prevenzione si effettua con l'eliminazione dei pidocchi e una buona igiene personale.